# パワー・ウィンドウズ (ラッシュのアルバム)
『パワー・ウィンドウズ』 (Power Windows) は、カナダ出身のロックバンド、ラッシュの11作目のスタジオ・アルバム。
共同プロデューサーにピーター・コリンズを迎えたアルバム。
今作までは基本的に3人での演奏のみでレコーディングしていたが、アンディー・リチャーズ（キーボード）やアン・ダドリー（ストリングス）などゲストプレイヤーを招いて制作されている。
ニール・パートが使用した機材は、TAMAのArtstarプロトタイプ、スネアはスリンガーランドの古い "Artist "モデル、シンバルはチャイナを除き、すべてジルジャン製。電子キットはシモンズのSDS-7デジタルモジュールとEPROMユニット。
ゲディ・リーは今作のサウンドをライブで再現するため、E-mu EmulatorII、YAMAHA DX7、YAMAHA QX1に加え、以前から使用していたPPG 2.3、Roland JP8をステージ脇に置き、ジャック・シークレットがEmulatorIIのサンプルをフロッピー・ディスクからロードし、ステージ上に置いたMIDIコントローラー（YAMAHA KX76x2台）で演奏した。
アレックス・ライフソンは機材をすべて手放しており、この時必要だったギターや機材はすべて友人に借りた。

## 背景
1985年2月、ラッシュは新曲の作曲とリハーサルのため、オンタリオ州エローラのエローラ・サウンド・スタジオにスタジオ入り。ツアー中のサウンドチェックで録音したジャムやアレックス・ライフソン自身のアイデアテープを整理して、3曲の音楽を組み立てたが、1曲あたり1週間もかかった。
1985年3月、ウォームアップ・ギグを行い、レコーディング前の「ザ・ビッグマネー」と「ミドルタウン・ドリームス」を演奏した。ウォームアップ・ギグの後、バンドはエローラに戻り、新曲の制作を続けることとなる。
ニール・パートはインタビューに対し、「ラッシュのサウンドはプログレッシブであったものからプログレッシブでなくなりつつある」「このアルバムがよりシンプルに見えるかもしれないが、作曲と演奏は同じくらい困難だった」と語っている。
「シグナルズ」以来、キーボードが強調されつつあったサウンドにアレックス・ライフソンは抵抗感があったが、今作ではハードロック・サウンドと分厚いシンセサウンドの融合を目指して、ギターはヘヴィなものになっている。

## 収録曲
| 全作詞: ニール・パート、全作曲: アレックス・ライフソン ＆ ゲディ・リー。 |                       |                |                                        |      |
| #                                                                        | タイトル              | 作詞           | 作曲・編曲                             | 時間 |
| 1.                                                                       | 「The Big Money」     | ニール・パート | アレックス・ライフソン ＆ ゲディ・リー | 5:36 |
| 2.                                                                       | 「Grand Designs」     | ニール・パート | アレックス・ライフソン ＆ ゲディ・リー | 5:07 |
| 3.                                                                       | 「Manhattan Project」 | ニール・パート | アレックス・ライフソン ＆ ゲディ・リー | 5:09 |
| 4.                                                                       | 「Marathon」          | ニール・パート | アレックス・ライフソン ＆ ゲディ・リー | 6:11 |

| #  | タイトル              | 作詞 | 作曲・編曲 | 時間 |
| -- | --------------------- | ---- | ---------- | ---- |
| 5. | 「Territories」       |      |            | 6:20 |
| 6. | 「Middletown Dreams」 |      |            | 5:19 |
| 7. | 「Emotion Detector」  |      |            | 5:11 |
| 8. | 「Mystic Rhythms」    |      |            | 5:54 |

## チャート
| Year | Chart                | 最高順位 |
| ---- | -------------------- | -------- |
| 1985 | Billboard 200        | 10       |
| 1985 | 全英アルバムチャート | 9        |